# Cucina rumena
La cucina rumena (in rumeno: bucătăria românească)  è l’espressione dell’arte culinaria sviluppata in Romania. Evolutasi nel corso dei secoli, comprende innumerevoli usanze e tradizioni culinarie, piatti specifici, unite a usanze che sono il risultato dell'intersecazione della cultura gastronomica locale con quella dei popoli con cui è entrata in contatto nell'arco della storia.
Dapprima i daci ed i romani e poi l'impero ottomano e quello austro-ungarico hanno portato idee e tradizioni che sono alla base della cucina e della gastronomia romena di oggi.

## Storia

### Antichità

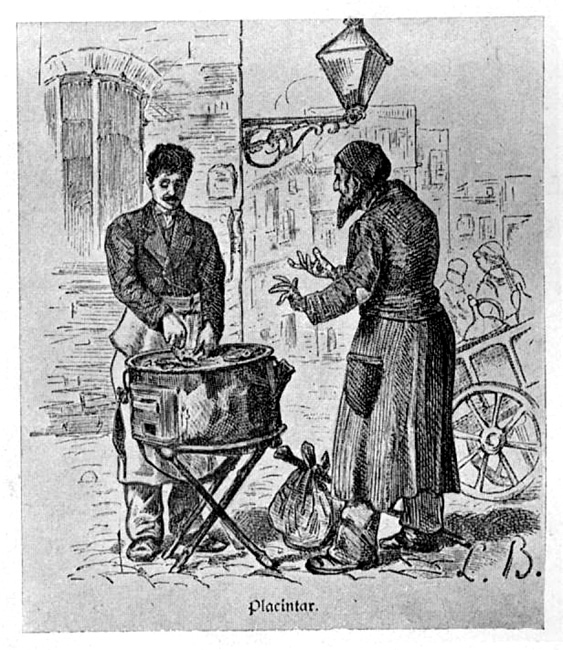
Incisione di un venditore greco di plăcintă a Bucarest nel 1880

Fin dai tempi più antichi, la Romania con il resto dei Balcani, compresa l'antica Grecia, condividevano le stesse specialità culinarie (cereali, formaggi, carne alla griglia, noci e miele) come evidenziato dai riferimenti negli scritti di Apollonio Rodio, di Archestrato di Gela, di Aristofane, di Erodoto, di Ovidio, di Palefato, di Strabone o di Tucidide quando evocano i Traci, i Geti e i Daci.
È noto che i Daci producevano già vino, poiché il re Burebista lo proibì in tutto il suo regno.
Le influenze elleniche, dovute alla vicinanza geografica della Grecia, si possono già notare nella telemea, formaggio molto simile alla feta greca, formaggio disparso in Grecia dai Aromeni delle montagne del Pindo. Il moussaka è un altro piatto che viene consumato in Romania, sebbene le melanzane abbiano lasciato il posto alle patate.
Dall'anno 107 fino al 271, l'Impero Romano latinizzò la Dacia e, nella gastronomia, il risultato fu un certo gusto, radicatosi poi nei secoli, per i dolci a base di formaggio, come la alivenci o la pască. Un altro dolce di origine romana che tutt'oggi è molto diffuso è la plăcintă.

### Medioevo

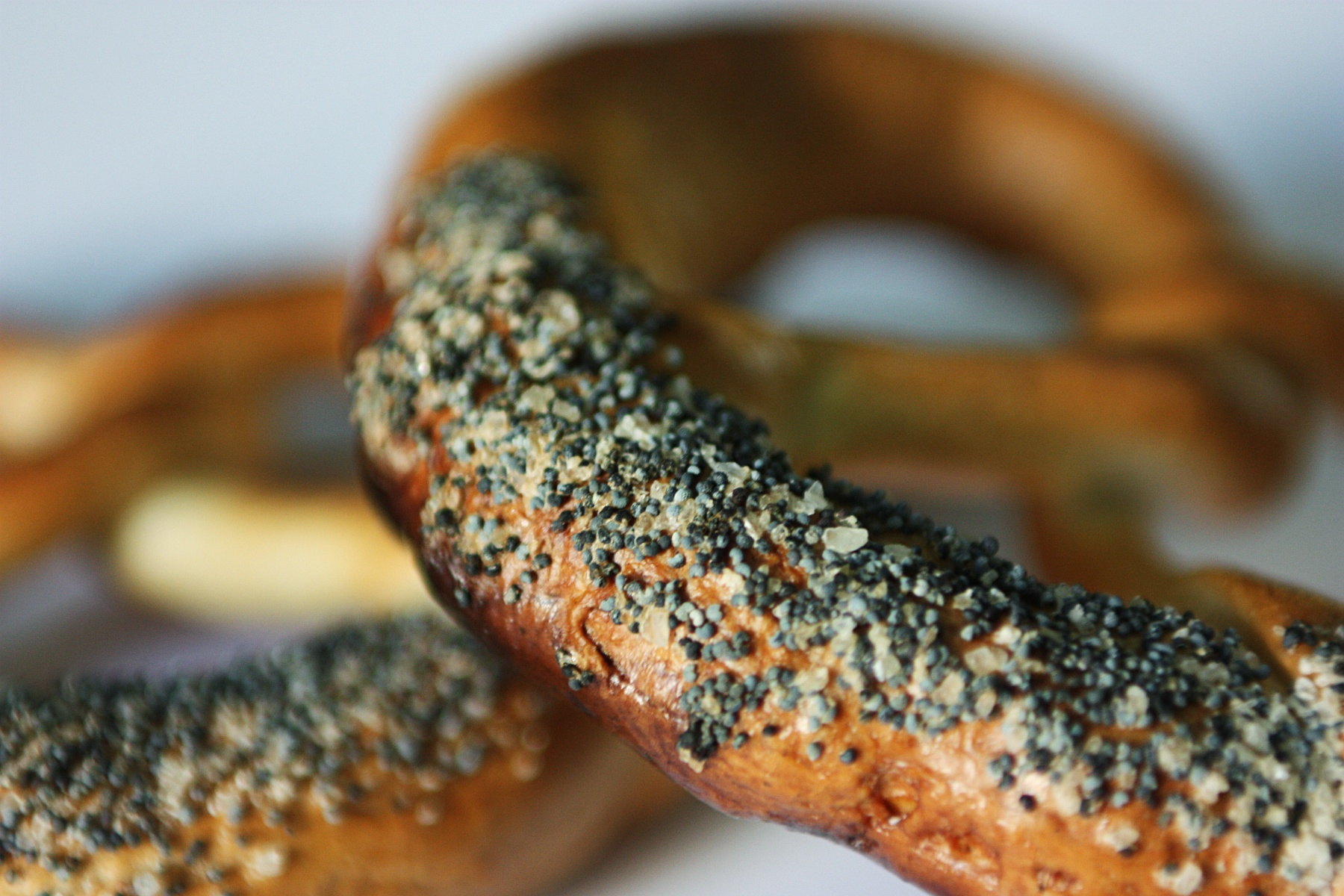
I Covrigi

Per secoli, i principati rumeni furono tributari dell'Impero Ottomano. Gli scambi culinari arricchirono la tavola rumena come quelli dei paesi vicini, in particolare per quanto riguardava i preparativi per le festività: antipasti con melanzane, peperoni e altri ortaggi conservati, varie preparazioni di carni piccanti come le chiftele il ghiveci e la ciorbă de burtă. 
Successivamente, fu la dominazione dei popoli germanici, periodo in cui la Transilvania fece parte dell'Impero Austro-ungarico, a influenzare l'arte culinaria di questo luogo. Si è manifestata con la presenza dello șnițel, il lebar ed il gulaș. Le birre provengono da una lunga tradizione di birrifici rumeni introdotti nel Medioevo dai sassoni della Transilvania. I Covrigi che sono l'equivalente dei pretzel tedeschi, si possono trovare oggi in qualsiasi angolo del paese.

### Storia moderna

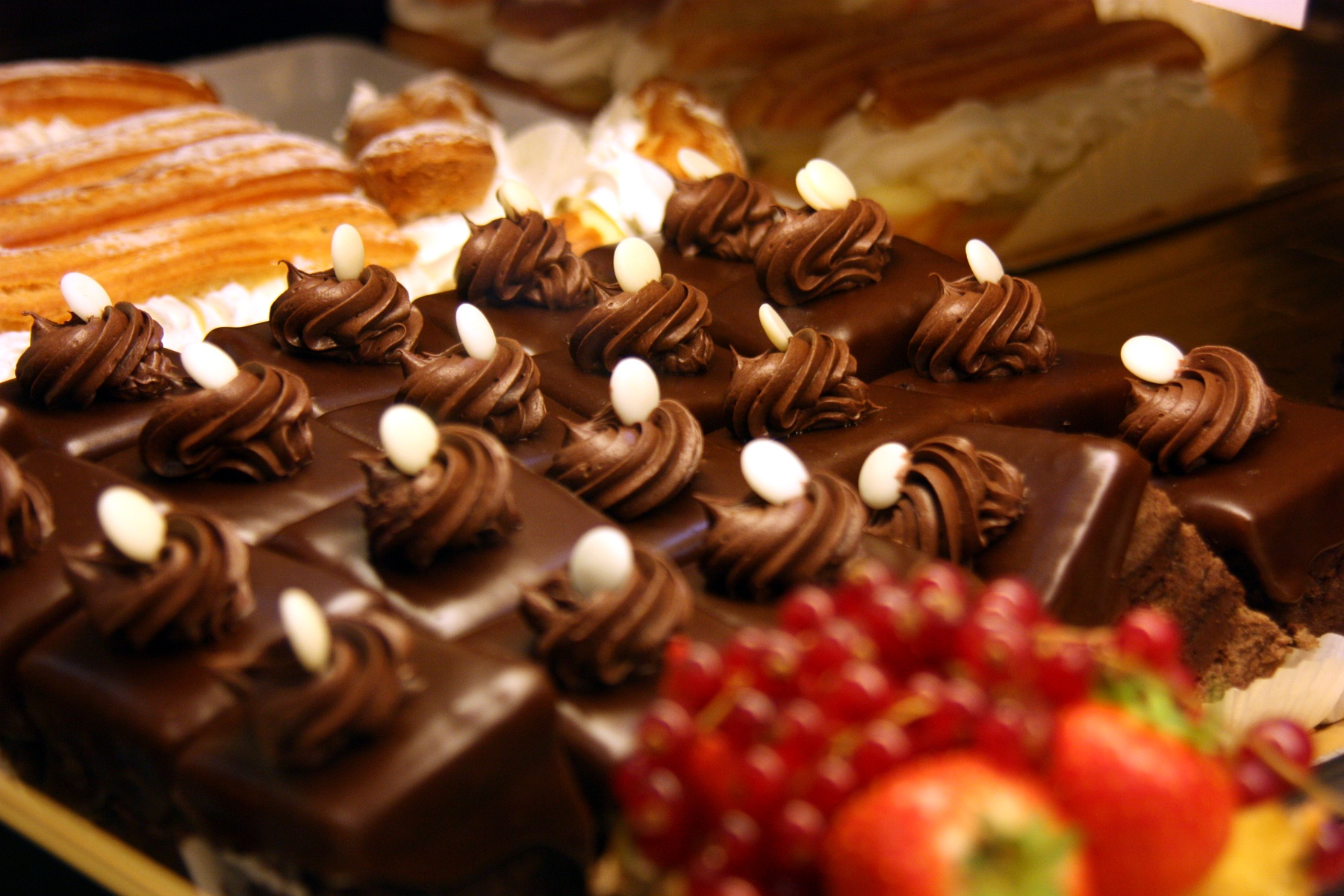
L' Amandină

Durante il XVI ed il XVII secolo, la cucina rumena assimilò molti cibi del Nuovo Mondo. Ad esempio le fasole bătute hanno le loro radici nei fagioli del continente americano. La coltivazione del mais venne introdotta in Romania dall'esercito austriaco durante le guerre austro-turche del diciassettesimo secolo. Da quel momento in poi, la mămăliga preparata con il miglio sarà sostituita a poco a poco dalla mămăliga di mais.
Quando Napoleone III permise la creazione della Romania indipendente, quest'ultima maturò una certa simpatia per la Francia che sfociò in una mania per la cultura francese da cui fu enormemente influenzata. La somiglianza più chiara tra la tavola rumena e quella francese è nei crauti di cui i rumeni, così come gli alsaziani, sono grandi consumatori. Altri piatti come il cordon bleu e la sângerete che è un adattamento del sanguinaccio sono evidenti esempi di piatti comuni. Tuttavia l'impronta maggiore è evidente nella pasticceria, specialmente con il lapte de pasăre (derivata dall'îles flottantes), la Joffre o l'Amandina.
Nel diciannovesimo secolo la cucina romena, e soprattutto la pastramă, cominciarono ad essere importati a New York, negli Stati Uniti da ebrei rumeni che vi emigrarono verso il 1872.

## I pasti principali

### La colazione
La colazione (ro:micul dejun) in Romania è diversa da quella italiana.
Generalmente consiste in:
- una bevanda calda (caffè, tè o latte);
- uovo con della carne e pomodoro e cetriolo e sale ;
- qualche frutto.

### Il pranzo
Tradizionalmente il pranzo è il pasto più importante della giornata e, se completo, è composto da tre o quattro portate;
- Un antipasto (aperitiv o antreu), in genere composto da verdure;
- Un primo piatto (felul unu), generalmente una minestra;
- Un secondo piatto (felul doi);
- Un dolce (desert) e/o della frutta per chiudere.

### La cena
Lo schema della cena ricalca quello del pranzo, con più o meno le stesse portate. Al giorno d'oggi, a differenza del pranzo, la cena rimane ancora, assieme alla colazione, un pasto consumato solitamente in compagnia perciò può presentare più pietanze del pranzo. Tutto ciò può variare a seconda delle tradizioni e dello sviluppo da regione a regione.

## Piatti tipici

### Antipasti
- Pastrami
- Salată de icre
- Zacuscă
- Salată de vinete

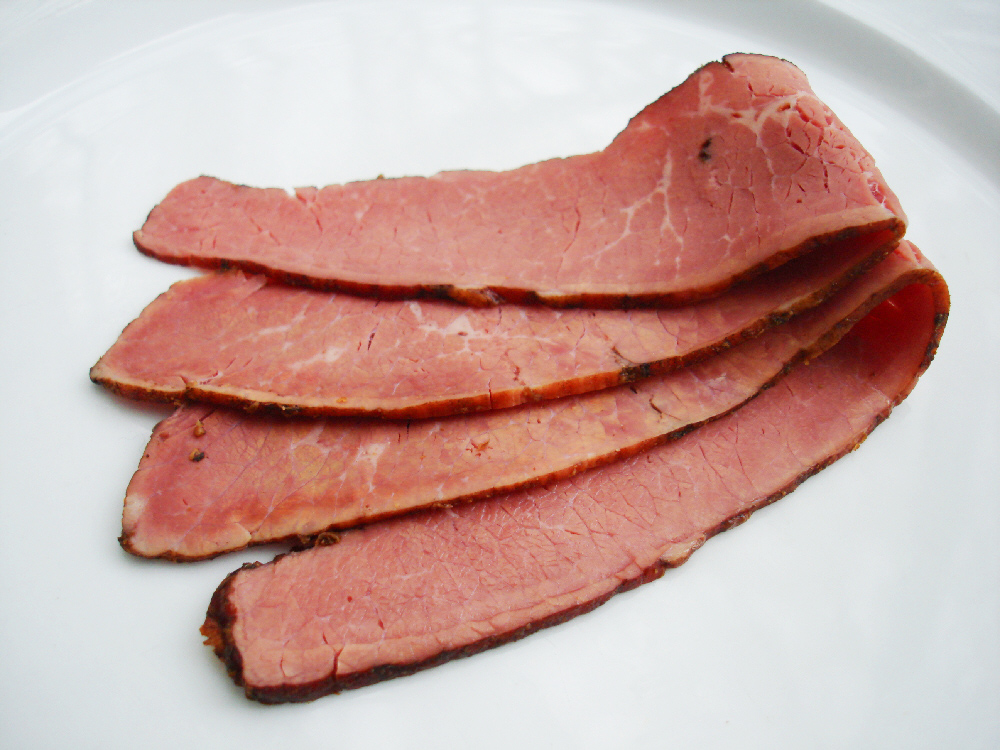
Pastramă

- Salată de boeuf: è una variante dell'Insalata russa con aggiunta di cetrioli

### Primi piatti

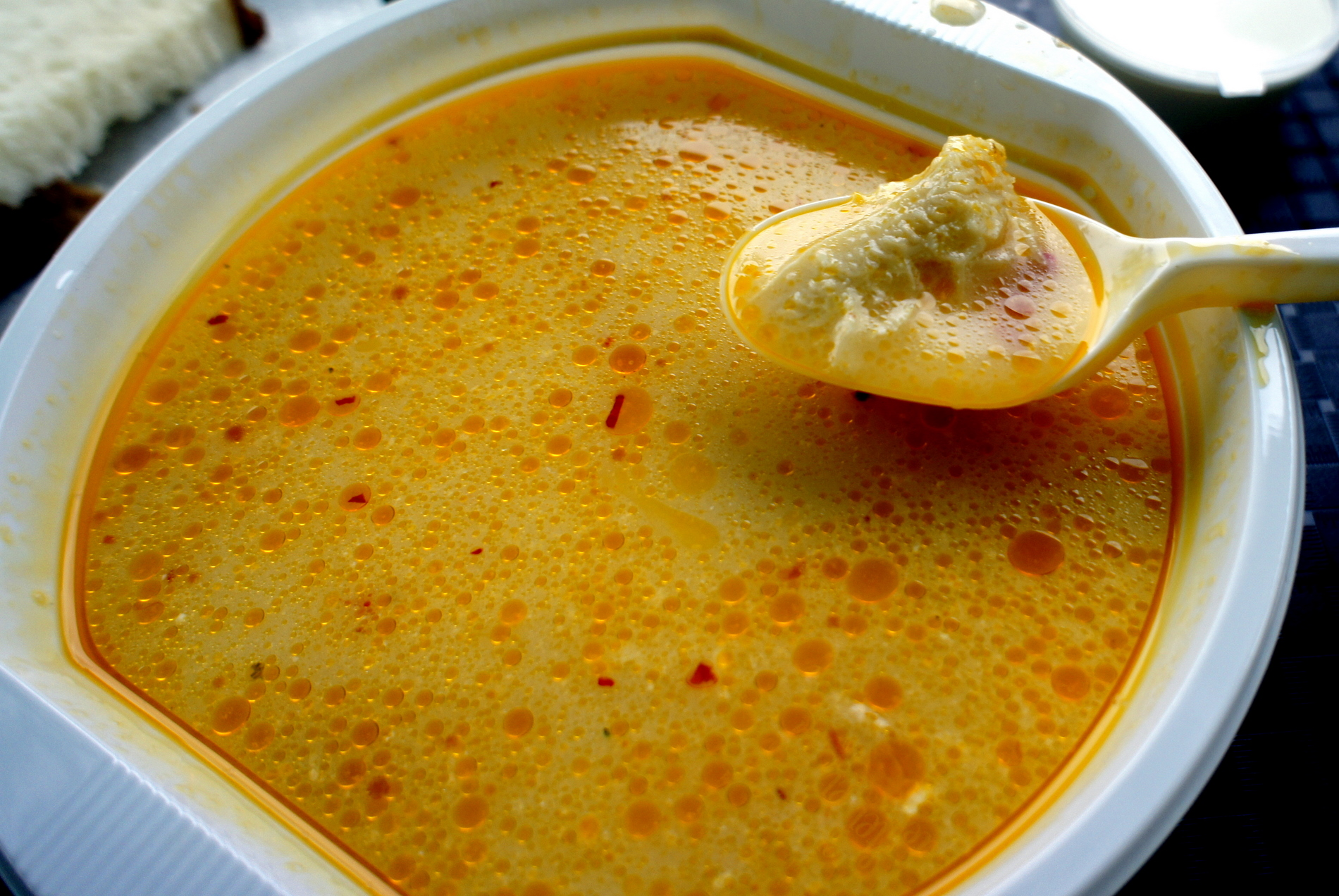
La Ciorbă de burtă

- Supă: indica le vellutate (supă crema) o le minestre, spesso servite con pasta o gnocchi di semolino (găluște).
- Ciorbă: è una minestra o una zuppa, spesso condita con ingredienti aspri come la smântână o il borș.[2]

### Secondi piatti
- Musaca: variante della moussaka greca, è una specialità di carne di maiale tritata e speziata con patate, aglio e peperoncino.
- Tochitură: carne di maiale, formaggio di pecora, uova, aglio, polenta (mămăligă).
- Mititei o Mici: polpette di forma cilindrica di carne di manzo (talvolta mescolata con maiale o pecora) condita con aglio e pepe nero (a volte peperoncino) e una spezia chiamata Cimbru (la santoreggia). Sono cucinati sulla griglia e possono essere serviti con patate fritte e senape, o con altre salse locali.
- Sarmale: involtini di foglie di verza o di vite farciti con macinato di carne di maiale, riso, più altre verdure e sapori.
- Fasole cu cârnați: fagioli con salsiccia affumicata.[3]
- Frigarui: carne marinata e cotta allo spiedo (analoga ai classici "spiedini").
- Mămăligă: si tratta di polenta e viene servita come contorno.

### Formaggi

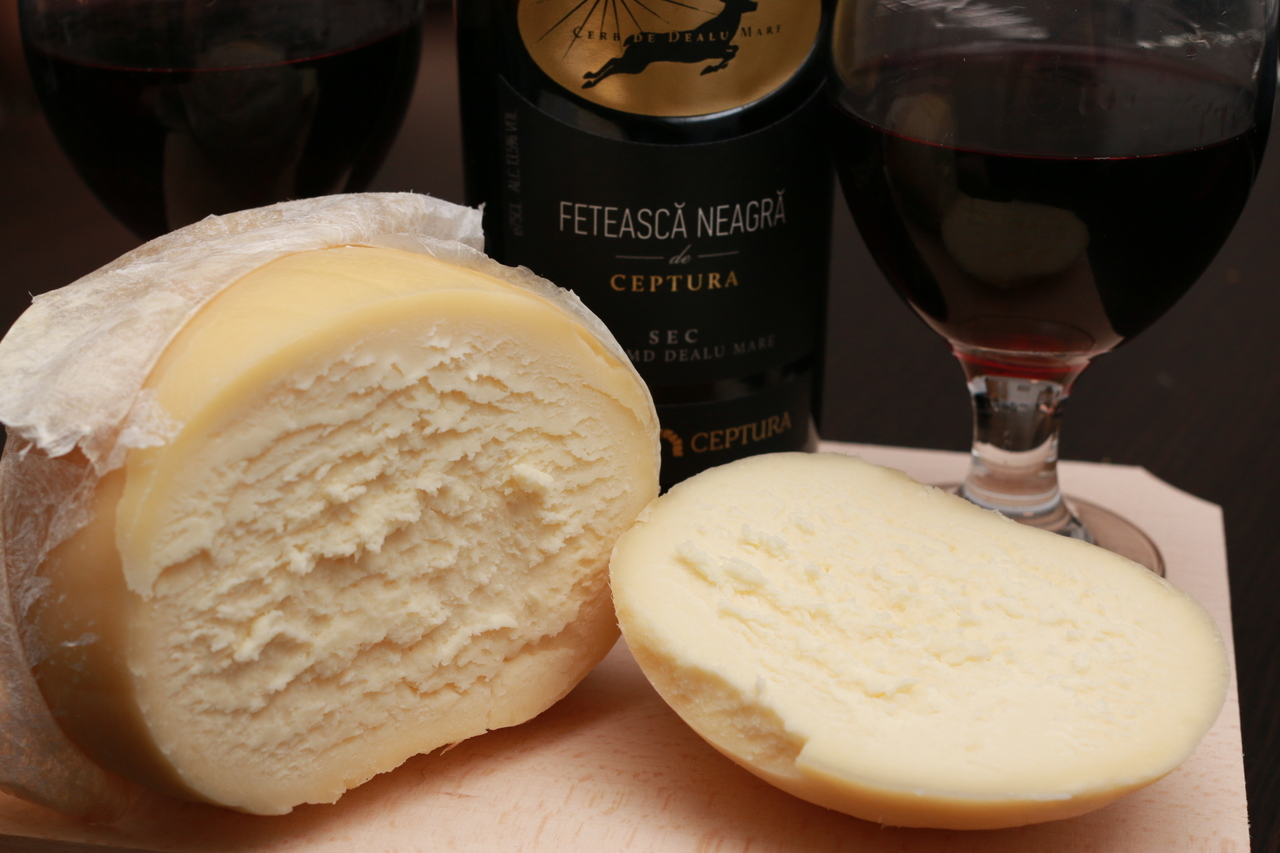
Due rinomati prodotti romeni: la Brânză de burduf e la Fetească Neagră

- Telemea
  - Telemea de Ibăneşti
  - Telemea de Mărginimea Sibiului
  - Telemea de Covurlui
- Caṣcaval
- Brânză de burduf
  - Brânză de Bran
- Urdă
- Șvaițer

### Dolci
- Amandina
- Albă ca Zăpada
- Negresa
- Papanași
- Primăriţa
- Intercontinental
- Cozonac: dolce tipico natalizio dalla forma parallelepipeda ripieno di canditi, noci o cacao;[4]
- Salam de biscuiți, un salame di cioccolato e biscotti;
- Rahat.

## Bevande

### Vino
Un proverbio rumeno dice:  "Se il Danubio fosse fatto di vino, ci sarebbe un fiume in meno" ...

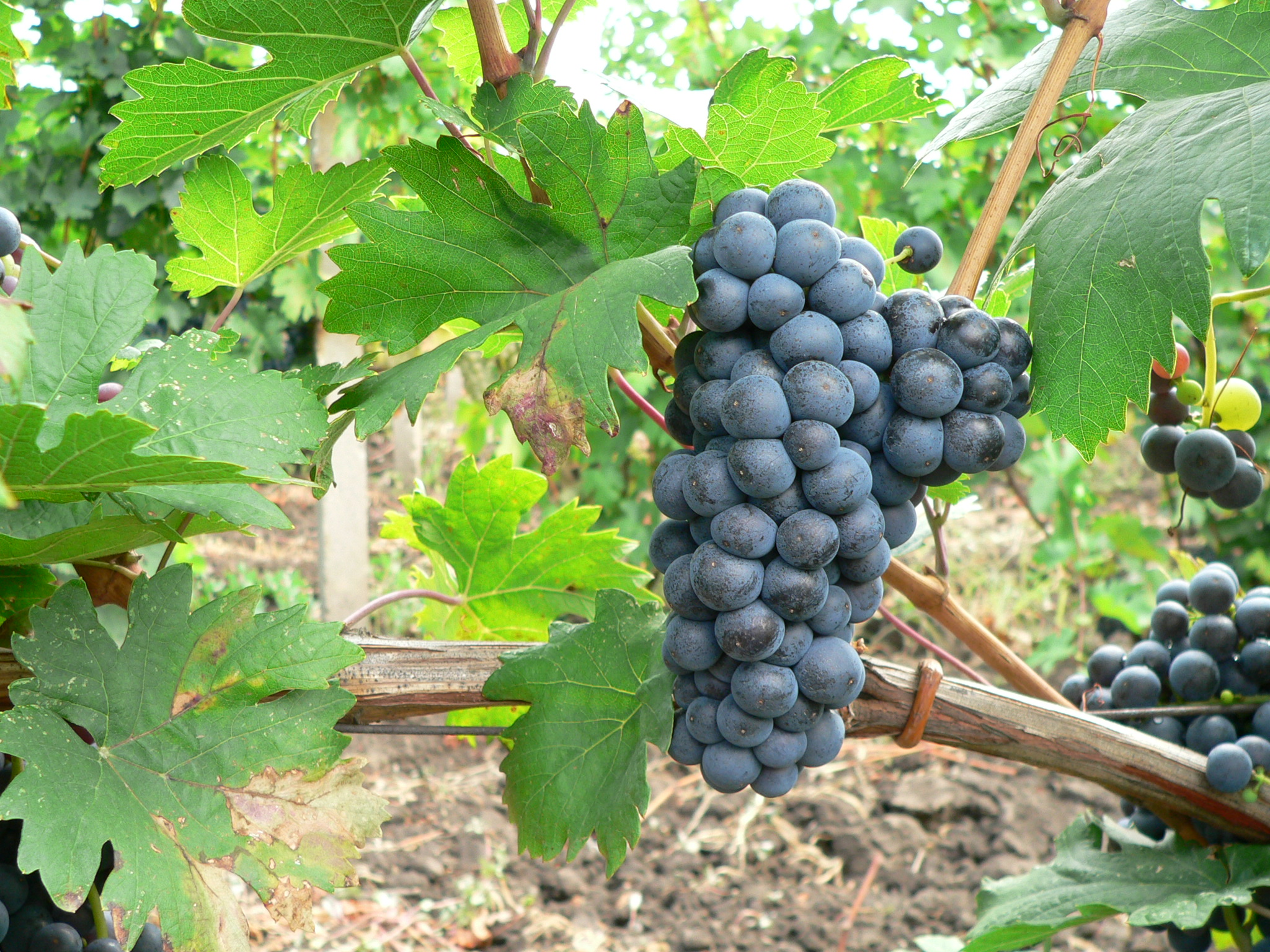
Grappolo di Fetească Neagră

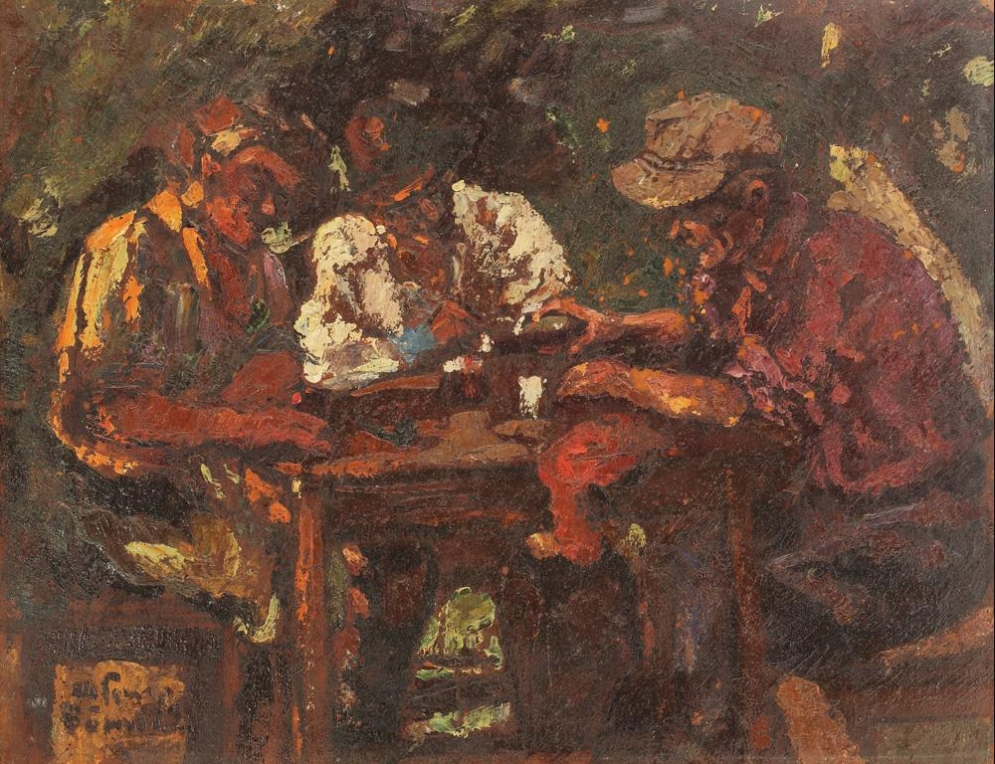
Bevitori di vino, quadro del pittore rumeno Octav Băncilă

La coltivazione della vite è conosciuta in Romania fin dall'antichità, favorita dalla sua posizione geografica nel sud-est dell'Europa, con l'apertura sul Mar Nero. Nella leggenda, Dioniso, dio del vino, nacque in Tracia, di cui faceva parte la Dacia.
I daci consideravano il vino come un "simbolo della felicità", lo bevevano nelle corna di toro o nei vasetti di argilla e lo conservavano in anfore di argilla sepolte nella terra. Dato che i popoli vicini vennero attratti dalle coltivazioni di viti, e per gli abitanti era diventata una "passione di Bacco”, il re Burebista, consigliato dal sacerdote Deceneo, decise di radere a suolo le colture di viti.
All'arrivo dei romani, esistevano ancora dei vigneti che sono stati migliorati con nuove varietà. Vennero anche con delle nuove procedure di taglio e di vinificazione. I romani usavano il vino alle feste e le cerimonie religiose, ma anche come medicina e cibo nutriente.
I vini generalmente prendonono il nome dai territori o dai vitigni. Ci sono otto importanti regioni viticole in Romania: 
1. Regione viticola Podişul Transilvaniei
2. Regione viticola Dealurile Moldovei
3. Regione viticola della Muntenia e dell'Oltenia
4. Regione viticola Crișana e Maramureș
5. Regione viticola del Banato
6. Regione viticola Colinele Dobrogei
7. Regione viticola Terasele Dunării
8. Regione viticola Nisipurilor și a altor terenuri favorabile din sudul țării

Una delle più antiche regioni produttrici di vino in Romania è la Regione Cotnari, situata nella zona di Iași, con una storia di oltre 2 500 anni, dove viene prodotto il Grasă de Cotnari", il primo vino romeno vincitore del premio d’oro a Parigi, ai tempi del sovrano Alexandru Ioan Cuza.

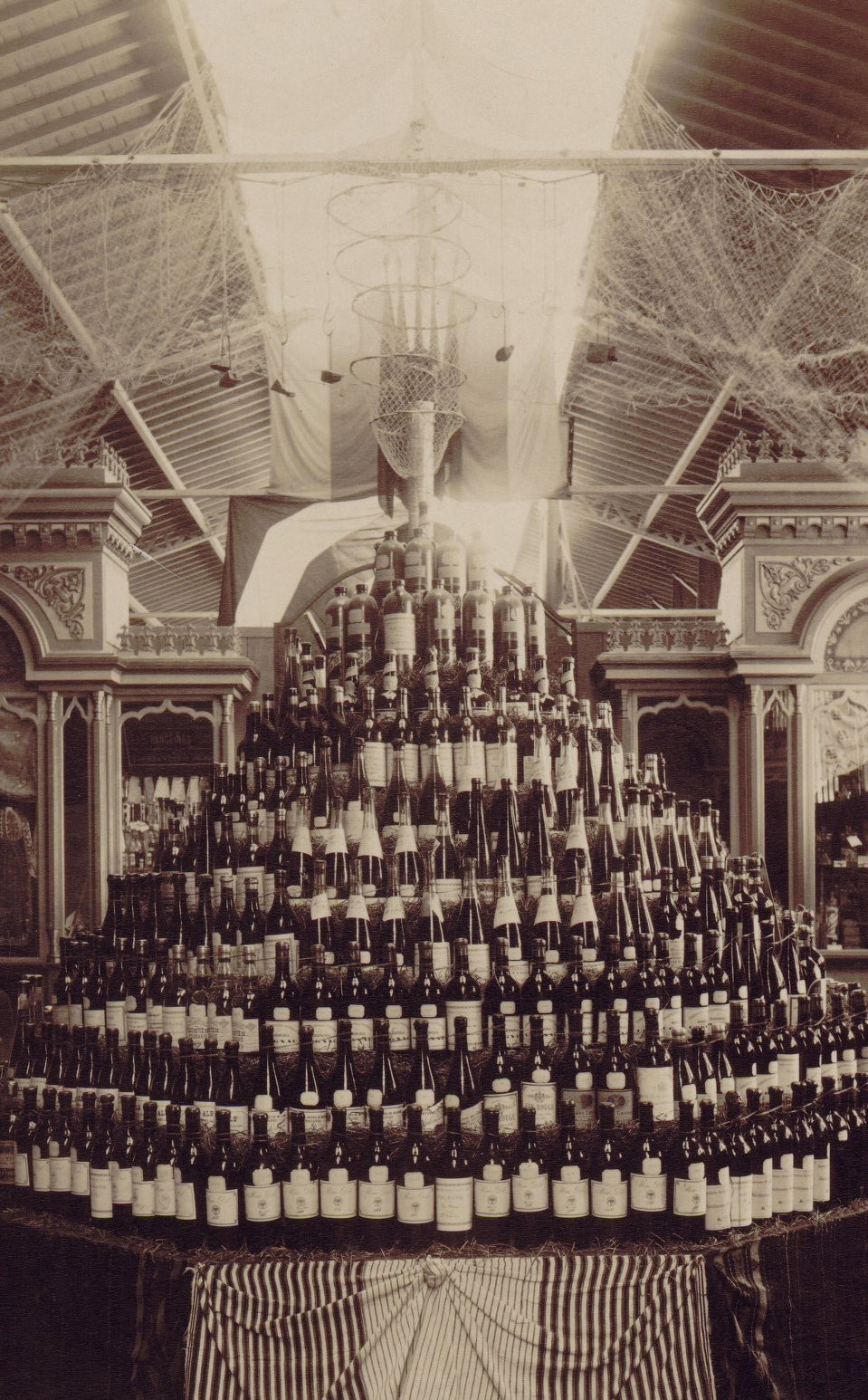
Vini rumeni all'Esposizione universale di Parigi del 1889

Alcuni vini famosi sono: 
- Ardeleancă
- Berbecel
- Cadarcă
- Creață de Banat
- Crâmpoșie
- Fetească Albă
- Fetească Regală
- Fetească Neagră
- Frâncușă
- Galbenă de Odobești
- Grasă de Cotnari
- Iordană
- Majarcă albă
- Mustoasă de Măderat
- Plăvaie
- Roșioară
- Șarbă
- Steinchiller
- Zghihară de Huși
- Băbească Neagră
- Fetească Neagră
- Negru de Drăgășani
- Novac
- Vini liquorosi
  - Busuioacă de Bohotin
  - Tămâioasă românească

### Birra
Un documento del 1366 recita che alla rivolta dei contadini e degli artigiani del comune di Florești, ha partecipato anche Iacob il Mastro Birraio ed è la più antica attestazione della presenza di birra in Romania, più precisamente in Transilvania.
Nella regione della Moldavia ed in Muntenia ha cominciato ad essere consumata con l'invasione dei soldati austriaci.
In Bucovina, nel 1775 parte dell'Impero austriaco, viene costruita la prima fabbrica di birra a Rădăuți (Suceava), tuttavia, la prima fabbrica di birra del paese è nata a Timișoara, nel 1718 sotto il nome di Timișoreana, appartenente al principe Eugenio di Savoia. Altre birre rumene sono la Ursus, Bergenbier, Stejar e Golden Brau.

### Liquori
| - Afinată - Caisată - Cireșată - Pălincă - Rachiu - Țuică - Vișinată - Zmeurată |

## Altri prodotti
- Magiun di Topoloveni, una caratteristica gelatina di frutta.
- Novac afumat din Țara Bârsei.
- Salame di Sibiu.
- Salsicce di Pleșcoi.
- Scrumbie de Dunăre afumată.
- Tobă, un insaccato a base di frattaglie di maiale.